# بردلی کارنل
بردلی کارنل (انگلیسی: Bradley Carnell؛ زادهٔ ۲۱ ژانویهٔ ۱۹۷۷) یک بازیکن فوتبال بازنشسته اهل آفریقای جنوبی است.
وی همچنین در تیم ملی فوتبال آفریقای جنوبی بازی کرده، و عضو این تیم در جام جهانی فوتبال ۲۰۰۲ بوده است.